# Tương khắc
Giữa Ngũ hành có mối quan hệ ức chế nhau để giữ thế quân bình, đó là quan hệ Tương khắc. Người ta qui ước thứ tự của Ngũ hành Tương khắc như: Mộc khắc Thổ, Thổ khắc Thủy, Thủy khắc Hỏa, Hỏa khắc Kim, Kim khắc Mộc.

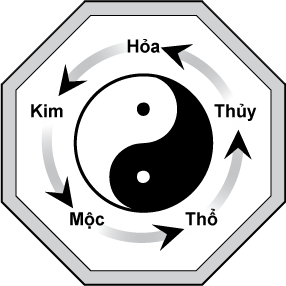
Chu kỳ Tương khắc

Trong quan hệ tương khắc, mỗi Hành cũng có quan hệ với hai Hành khác (hai vị trí khác: Cái-Khắc-Nó và Cái-Nó-Khắc). Người xưa hình tượng hóa quan hệ tương khắc thành quan hệ Thắng – Thua: chẳng hạn Mộc (kẻ thắng) khắc Thổ (kẻ thua). Thí dụ: khi vận động chân tay (Mộc) thì hoạt động của tiêu hóa sẽ giảm đi (khắc Thổ)...
Theo quy luật Hỗn mang của Ngũ hành:
- Hai hành tương sinh: Hoặc cùng mạnh (vượng), hoặc cùng yếu (suy)
- Hai hành tương khắc: Cái này mạnh thì cái kia suy và ngược lại;
Kim đến Mộc: là một hành Hỗn mang [(-)/(+)] = Một hành Tương khắc (-); [chuyển động ngược chiều kim đồng hồ (-)/theo vòng tròn]; 
Mộc đến Thủy: là một hành Hỗn mang [(-)/(+)] = Một hành Tương sinh (+) [chuyển động cùng chiều kim đồng hồ (+)/theo hình sao] = Hai hành Tương khắc (-) {Mộc khắc Thổ và Thổ khắc Thủy}; "Một với một là Hai...";
Thủy đến Hỏa: là một hành Hỗn mang [(-)/(+)] = Một hành Tương khắc (-) = Bốn hành Tương sinh (+) {Thổ sinh Kim, Kim sinh Thủy, Thủy sinh Mộc, và Mộc sinh Hỏa}; "...Hai với hai là bốn...";
Hỏa đến Thổ: là một hành Hỗn mang [(-)/(+)] = Một hành Tương sinh (+) = Năm hành Tương sinh (+) {Thổ sinh Kim, Kim sinh Thủy, Thủy sinh Mộc, Mộc sinh Hỏa và Hỏa sinh Thổ}; "...Bốn thêm một bằng Năm...";
Thổ đến Kim: là một hành Hỗn mang [(-)/(+)] = Một hành Tương sinh (+) lớn = Năm hành Tương sinh (+) nhỏ {Thổ sinh Kim, Kim sinh Thủy, Thủy sinh Mộc, và Mộc sinh Hỏa}, được lập lại lần 2; "...Năm với năm bằng Mười";